# Palaeocastor
Palaeocastor är ett utdött släkte av bäver som förekom i badlands i Nordamerika under sen oligocen. Paleocastor var mycket mindre än dagens bävrar.

## Ekologi
Arterna i detta släkte byggde inte dammar som dagens bävrar utan korkskruvsliknande bohålor och tunnlar som de fodrade med växtmaterial. Precis som många andra tidiga arter av bäver var Palaeocastor inte ett utpräglat vattenlevande djur. Fossila fynd indikerar att de levde i familjegrupper. Palaeocastor använde framtänderna för att gräva sina tunnlar, och inte sina klor, och skyfflade undan jorden med huvudet.
Bohålorna hade bland annat avgränsade boutrymmen, latrin- och vattensänkor och spiralformen fungerade förmodligen som ett skydd från predatorer. Hundratals sådana här bon bildade vidsträckta kolonier vilket indikerar att Palaeocastor uppvisade avancerade sociala beteenden. Zodiolestes var förmodligen en av Palaeocastors predatorer.

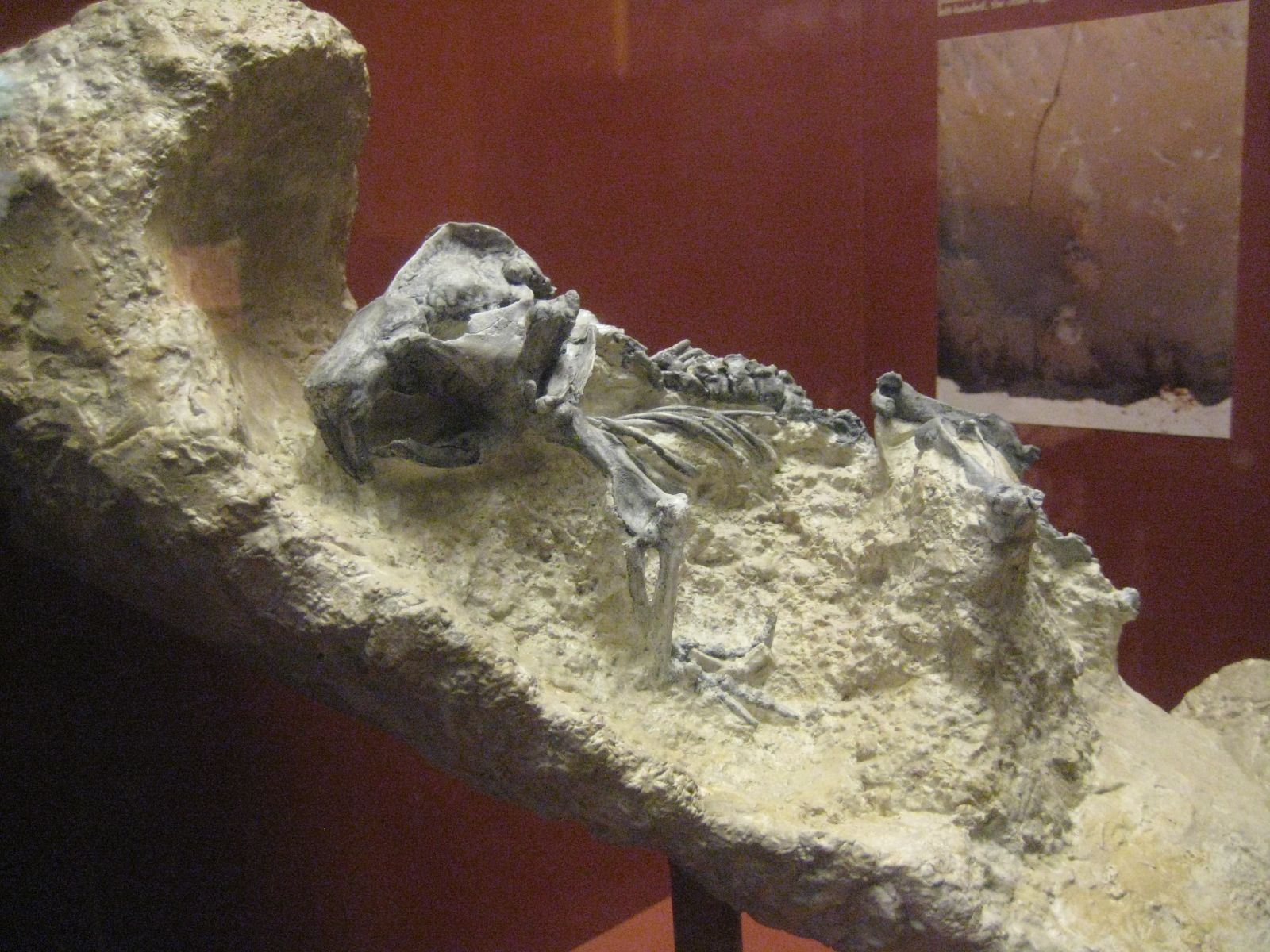
Palaeocastor fossor
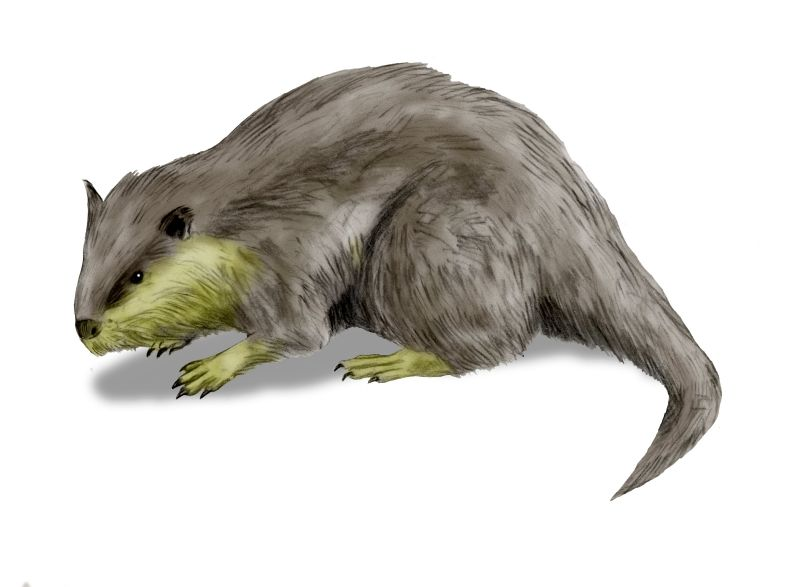
Palaeocastor peninsulatus

## Upptäckt

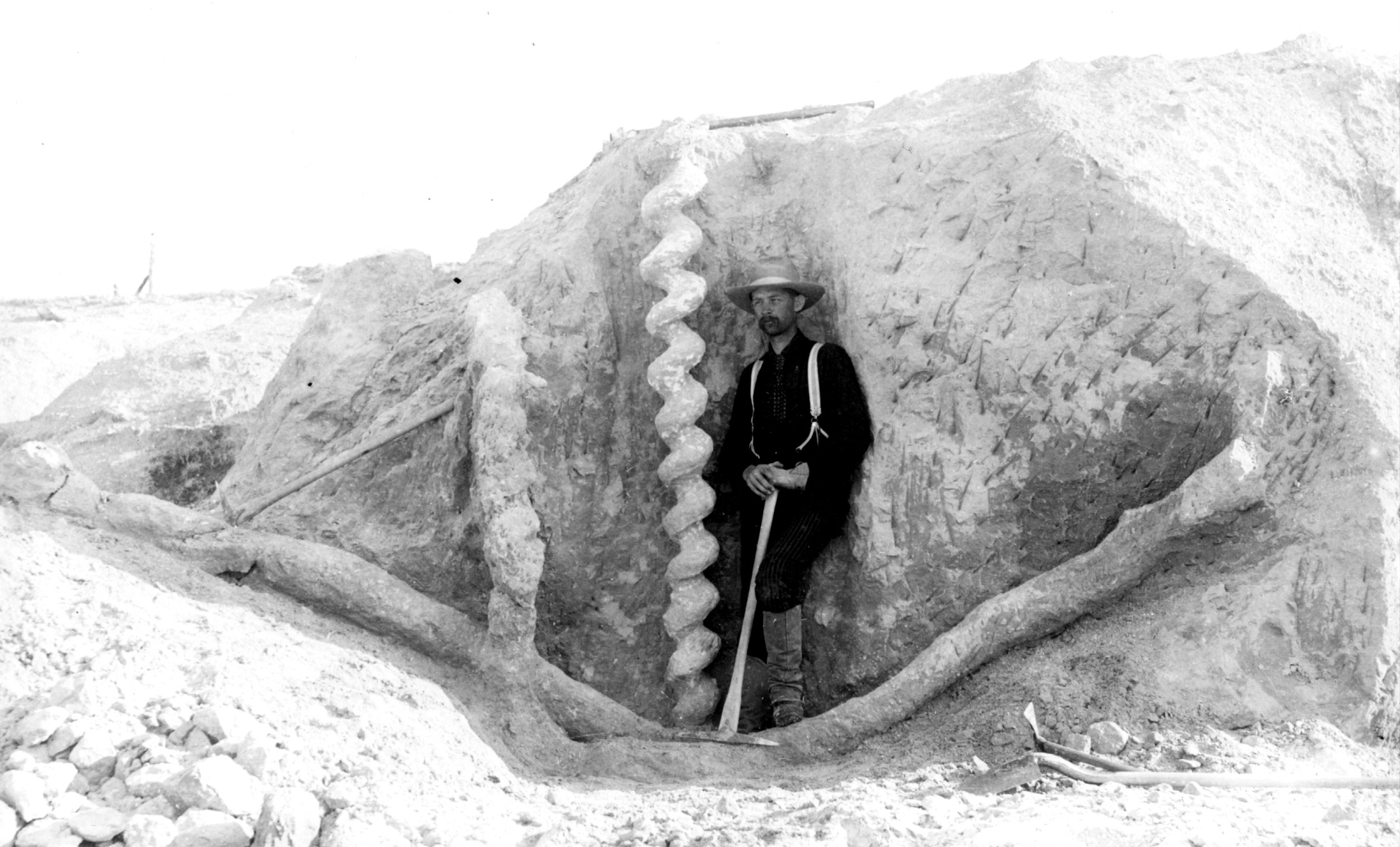
Fossilerad bohåla funnen vid Agate Fossil Beds nationalmonument, sent 1800-tal. Mannen på bilden är neuroanatomisten Frederick C. Kenyon.

Vid mitten av 1800-talet fann nybyggare besynnerliga stenliknande, trädstora, korskruvsliknande underjordiska formationer, på slätterna i Sioux County, Nebraska. Länge var det okänt vad dessa upp till tre meter långa formationer egentligen var för något och de fick namnet "Devil's corkscrews", det vill säga djävulens korkskruvar.
Men långt innan nybyggarnas upptäckter kände lakotafolket till formationerna, och kallade dem för čhápa él thí, eller bäverhyddor. Enligt den lokala mytologin dominerades världen en gång i tiden av de ondskefulla vattenmonstren uŋktéȟi. För att hindra deras våldsamma framfart förvandlade åskgudarna dem till sten men de förstenade benen fortsatte att ha farliga krafter som onda människor använde för att förhäxa folk. Då frågade åskgudarna djuren om det fanns något art som var villig att offra sig för att skapa balans. Bävrarna anmälde sig frivilligt varför deras förstenade ben och bon spreds ut över marken som motvikt mot de onda uŋktéȟi-benen.

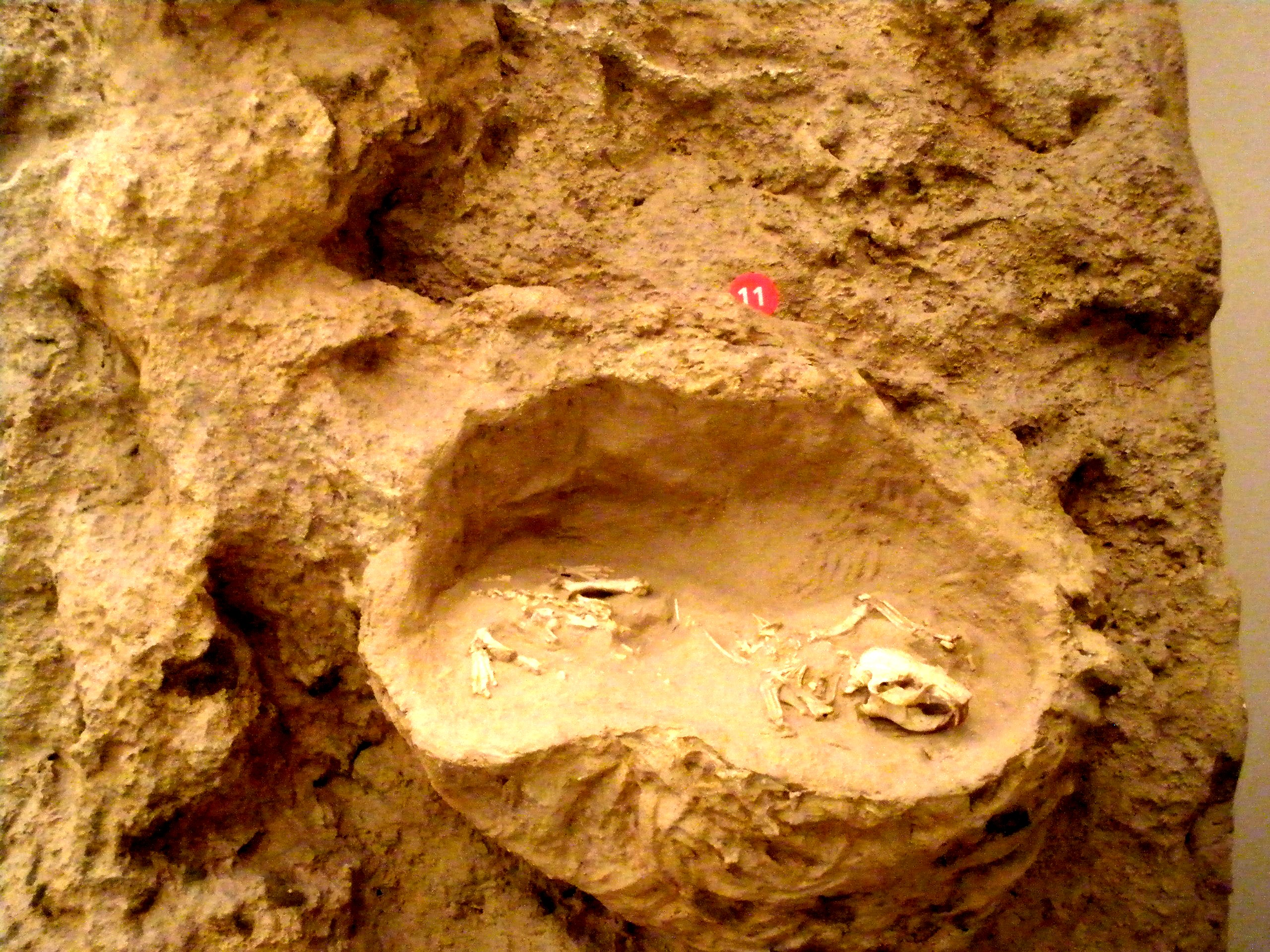
Fossilerade ben av Palaeocastor fossor i sin bohåla.

Dessa korkskruvsformationer är subfossil som består av packad sand, växtfibrer och djurben. I slutet av 1800-talet undersöktes formationerna av statsgeologen Erwin Hinckley Barbour vid University of Nebraska. Barbour latiniserade namnet till daemonelix (även stavningarna Daimonhelix och Daimonelix förekommer) och beskrev dem ingående men utan att förklara vad det var. Han menade att de liknade fossil efter ett mycket stort mossdjur, men att de förmodligen inte var det, någon växt eller någon mollusk. Kanske var det lämningar av en urtida orm? Senare föreslog Barbour att det kanske rörde sig om en sötvattensvamp eller en växtrot.
1893 föreslog Barbour istället att det rörde sig om spårfossil efter stora gnagare och klassificerade dem efter form och storlek. 1905 identifierades gnagaren som en släkting till bävern och fick då sitt släktnamn.
Trots detta ifrågasattes teorin länge om detta verkligen kunde vara spår efter en gnagare. Ett argument var att korkskruvarna var för matematiskt perfekta för att kunna ha skapats av ett djur och att det istället måste vara resultatet av en lägre livsform eller en, eller flera växter. Det var först under andra halvan av 1900-talet som det blev allmänt accepterat att dessa formationer var spårfossil efter bohålor av Palaeocastor.